# Sam Sibert
Sam Lewis Sibert (nacido el 11 de febrero de 1949 en Chicago, Illinois) es un exjugador de baloncesto estadounidense que disputó una temporada en la NBA. Con 2,00 metros de estatura, jugaba en la posición de alero.

## Trayectoria deportiva

### Universidad
Tras pasar dos años en el Eastern Oklahoma Junior College, fue transferido al Instituto Tecnológico de Texas, donde apenas jugó 6 partidos para acabar disputando una temporada con los Thorobreds de la Universidad Estatal de Kentucky, en la que promedió 14,1 puntos y 20,1 rebotes por partido.

### Profesional
Fue elegido en la decimonovena posición del Draft de la NBA de 1972 por Kansas City-Omaha Kings, y también por Denver Rockets en el draft de la ABA, firmando por los primeros. Allí jugó únicamente cinco partidos en toda la temporada, promediando 2,4 puntos.

## Estadísticas de su carrera en la NBA

### Temporada regular
| Temporada | Edad | Equipo                  | Liga | P | TIT | MIN | TC  | TCA | %TC  | 3P | 3PA | %3P | TL  | TLA | %TL  | R.OF. | R.DEF. | REB | ASIS | ROB | TAP | PER | FP  | PTS |
| 1972-73   | 23   | Kansas City-Omaha Kings | NBA  | 5 |     | 5.2 | 0.8 | 2.6 | .308 |    |     |     | 0.8 | 1.0 | .800 |       |        | 0.8 | 0.0  |     |     |     | 0.8 | 2.4 |
| Total     |      |                         | NBA  | 5 |     | 5.2 | 0.8 | 2.6 | .308 |    |     |     | 0.8 | 1.0 | .800 |       |        | 0.8 | 0.0  |     |     |     | 0.8 | 2.4 |